# كلاوديو فيلا
كلاوديو فيلا (بالإيطالية: Claudio Villa)‏ هو مغني وممثل إيطالي، ولد في 1926 بروما في إيطاليا، وتوفي بنفس المكان في 7 فبراير 1987 بسبب نوبة قلبية.

## وصلات خارجية
- كلاوديو فيلا على موقع IMDb (الإنجليزية)
- كلاوديو فيلا على موقع ميوزك برينز (الإنجليزية)
- كلاوديو فيلا على موقع قاعدة بيانات الأفلام السويدية (السويدية)
- كلاوديو فيلا على موقع أول ميوزيك (الإنجليزية)
- كلاوديو فيلا على موقع ديسكوغز (الإنجليزية)
- كلاوديو فيلا على موقع قاعدة بيانات الفيلم (الإنجليزية)